# Citharacanthus
Genre
Citharacanthus est un genre d'araignées mygalomorphes de la famille des Theraphosidae.

## Distribution
Les espèces de ce genre se rencontrent aux Antilles et en Amérique centrale.

## Liste des espèces
Selon World Spider Catalog (version 21.0, 18/03/2020) :
- Citharacanthus alayoni Rudloff, 1995
- Citharacanthus cyaneus (Rudloff, 1994)
- Citharacanthus livingstoni Schmidt & Weinmann, 1996
- Citharacanthus longipes (F. O. Pickard-Cambridge, 1897)
- Citharacanthus meermani Reichling & West, 2000
- Citharacanthus niger Franganillo, 1931
- Citharacanthus spinicrus (Latreille, 1819)

Citharacanthus spinicrus - spécimen vue dorsale
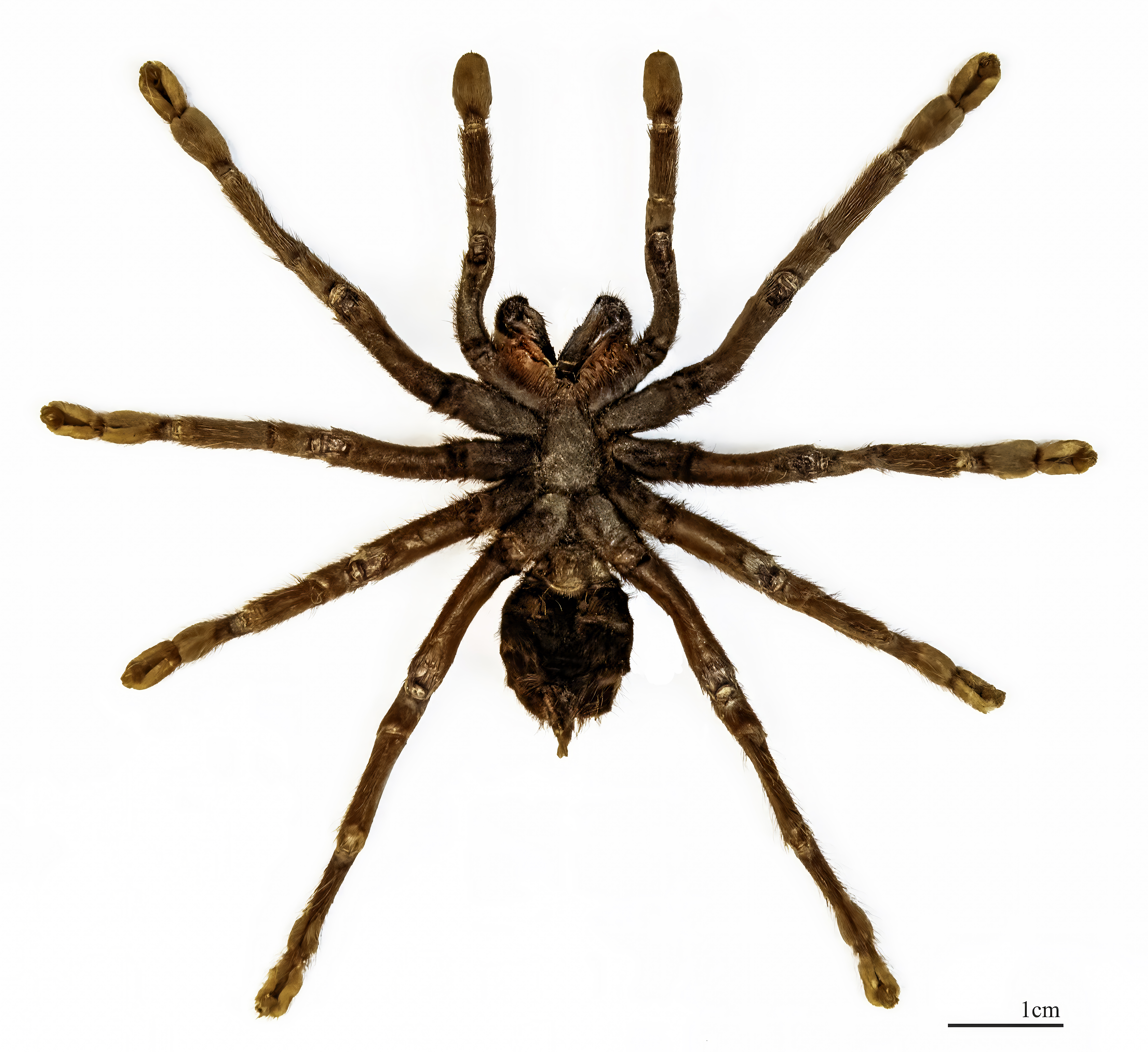
Citharacanthus spinicrus - spécimen vue ventrale

## Publication originale
- Pocock, 1901 : Some new and old genera of South American Avicularidae. Annals and Magazine of Natural History, sér. 7, vol. 8, p. 540-555 (texte intégral).